# Årnes
Årnes è un centro abitato della Norvegia, situato nella municipalità di Nes, nella contea di Akershus. È il centro amministrativo del comune.

## Geografia
La cittadina è situata sulla sponda orientale del fiume Glomma poco a sud della confluenza fra questo il fiume Vorma.

## Infrastrutture e trasporti
La stazione di Årnes si trova sulla Kongsvingerbanen, la linea che collega Lillestrøm e Kongsvinger e prosegue verso Charlottenberg in Svezia.